# Irrläufer

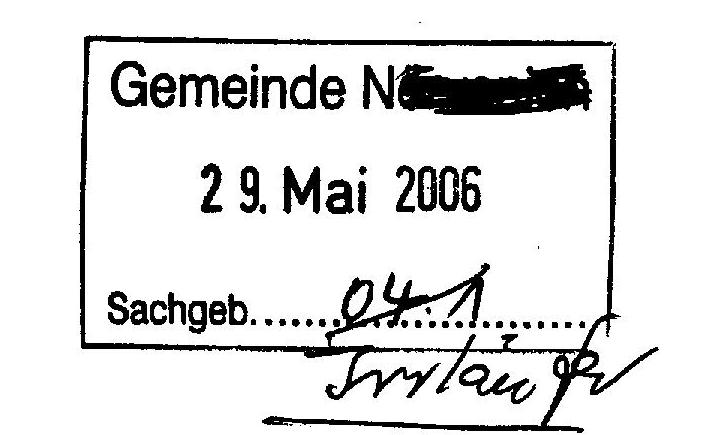
Ein postalischer Irrläufer

Als Irrläufer bezeichnet man fehlgeleitete Objekte, insbesondere Schriftstücke und E-Mails.
Ein fehlgeleitetes Schriftstück im internen oder externen Schriftverkehr von Behörden oder Unternehmen wird üblicherweise neben dem Posteingangsstempel mit einem Vermerk versehen und dann entweder an die richtige Abteilung weiter oder – als „Irrläufer“ – an die Postausgangsstelle zurückgereicht.